# Chapelle Notre-Dame-de-Vérité
Pour les articles homonymes, voir Chapelle Notre-Dame.
La Chapelle Notre-Dame de Vérité est située  au lieu-dit «Kerbley» appelé aussi «Nelhouët», à Caudan dans le Morbihan.

## Description

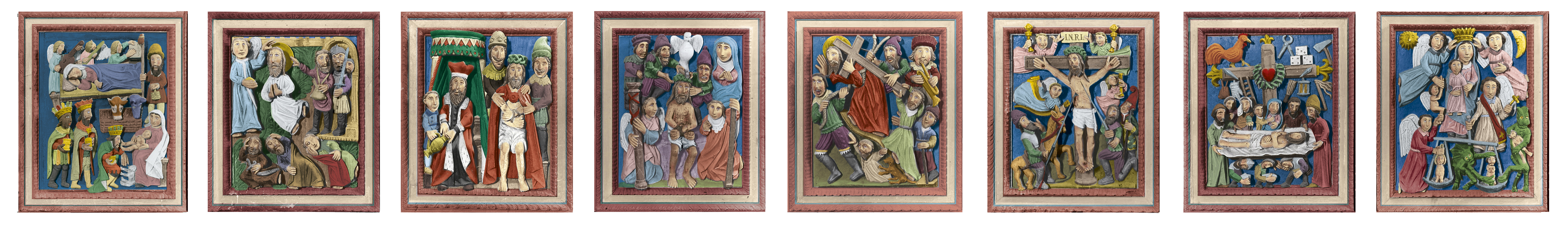
Chapelle Notre-Dame-de-Vérité : panneaux en bois polychromes du jubé représentant la naissance, l'épiphanie et la Passion du Christ ainsi que le secours de la Vierge Marie lors du jugement des âmes

La Chapelle Notre-Dame-de-Vérité (Chapel Itron Varia ar Wirionez) date de la première moitié du XVIe siècle avec adjonction d'un bas-côté nord dans le premier quart du XVIIe siècle et d'une sacristie au début du XIXe siècle ; la porte sud de style flamboyant tardif présente un décor en accolade ornée de choux frisés d'un fleuron et de deux pilastres de hauteur inégale. Un banc en pierre, destiné aux pèlerins, court le long du mur à l'extérieur. De son jubé, daté de 1612, subsistait huit panneaux en bois polychrome qui représentaient les Apôtres et des scènes de la Vie et de la Passion du Christ, mais ils ont disparu pendant la Seconde Guerre mondiale. La chapelle possède des statues du Christ en croix, d'une Vierge à l'Enfant et de saint Corneli. Autrefois une roue de justice rassemblait en ce lieu ceux qui désiraient se soumettre au jugement de Dieu, ce qui a donné son nom à la chapelle. Associée à la fontaine de Kerblaye (fontaine de dévotion datant de 1765 et située à une centaine de mètres de la chapelle), qui fait passer la fièvre des enfants, surnommée aussi chapelle du Nelhouët (en breton an elhouët, l'"ange de la forêt", en raison de la présence d'un ange aux ailes déployées sculpté sur une gargouille), et située à Kerblaye. Lors du pèlerinage en ce lieu le second dimanche de juillet, on a coutume de chanter un cantique breton de trente-huit couplets relatant quelques-uns des miracles obtenus ici.

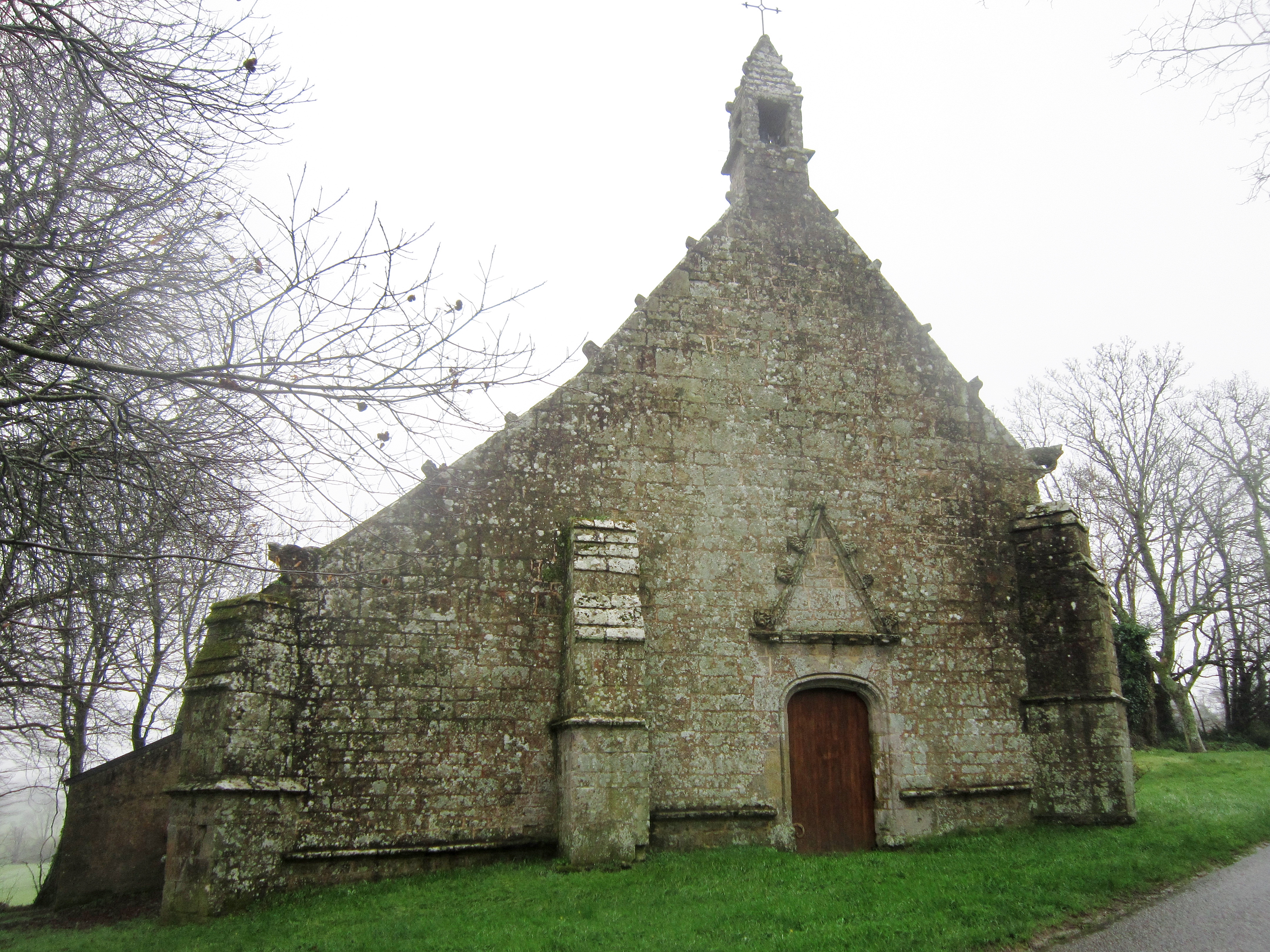
Chapelle Notre-Dame-de-Vérité : vue extérieure d'ensemble.
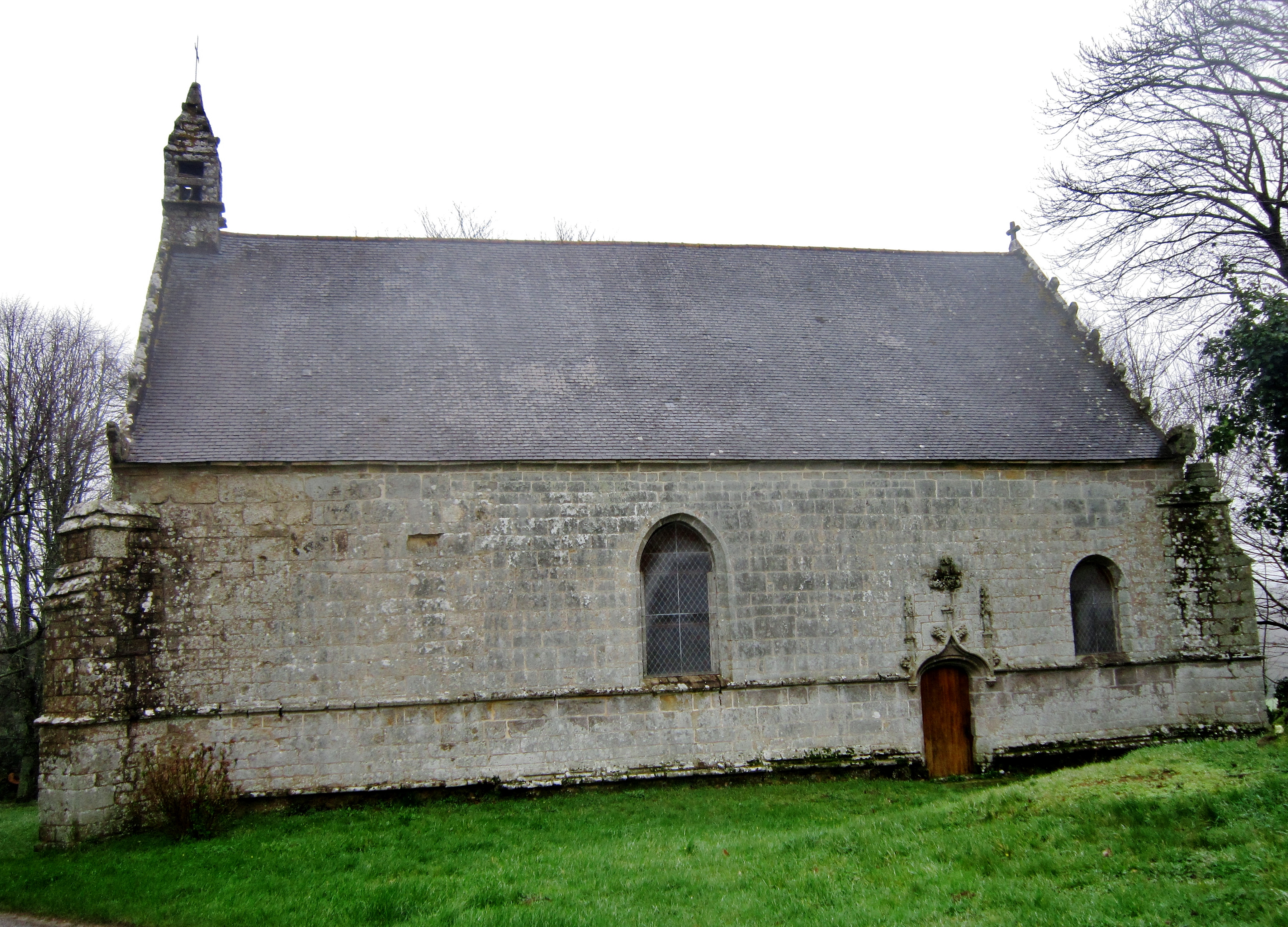
Chapelle Notre-Dame-de-Vérité : la façade.
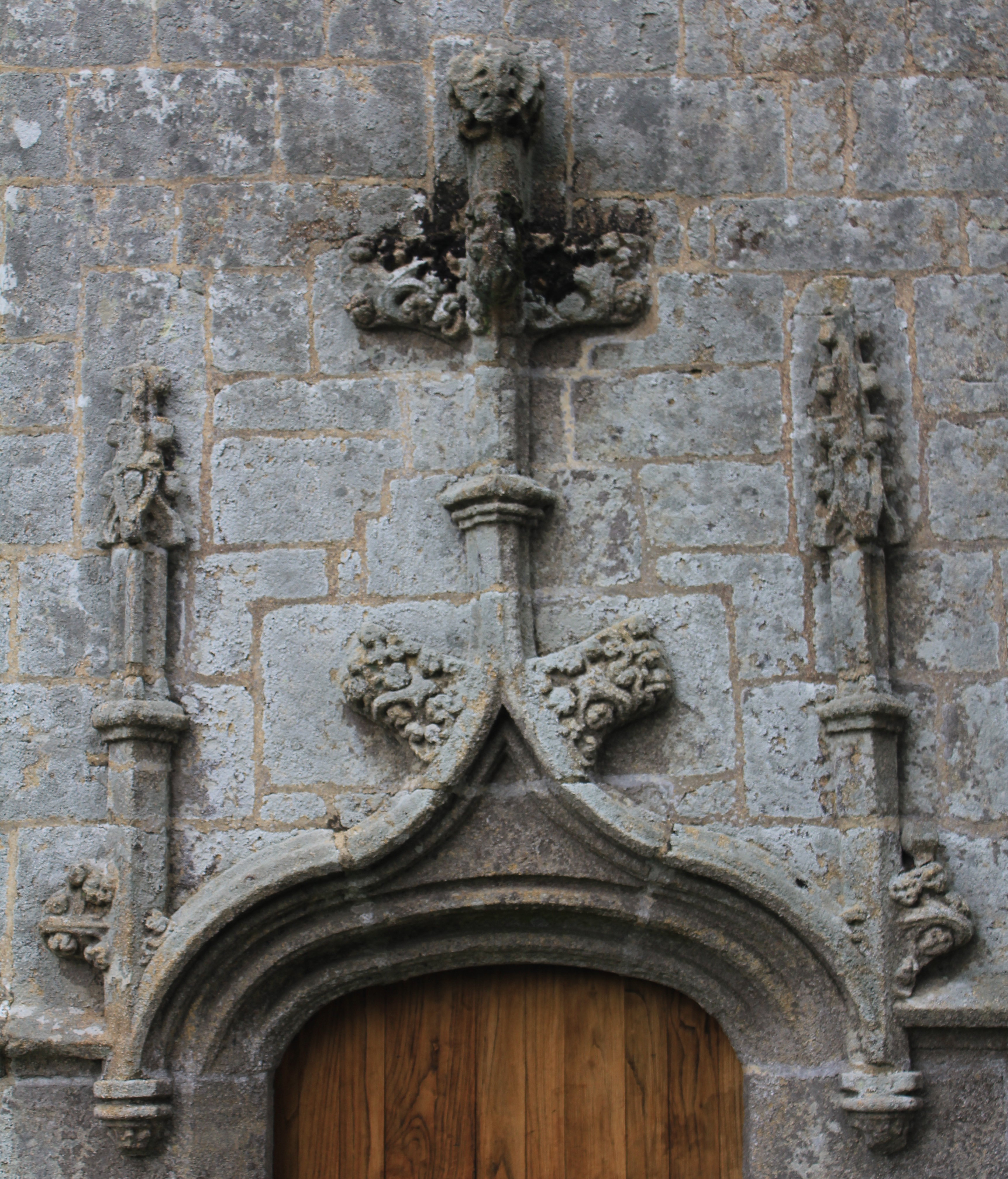
Chapelle Notre-Dame-de-Vérité : détail de la partie supérieure de la porte sud (gothique flamboyant).
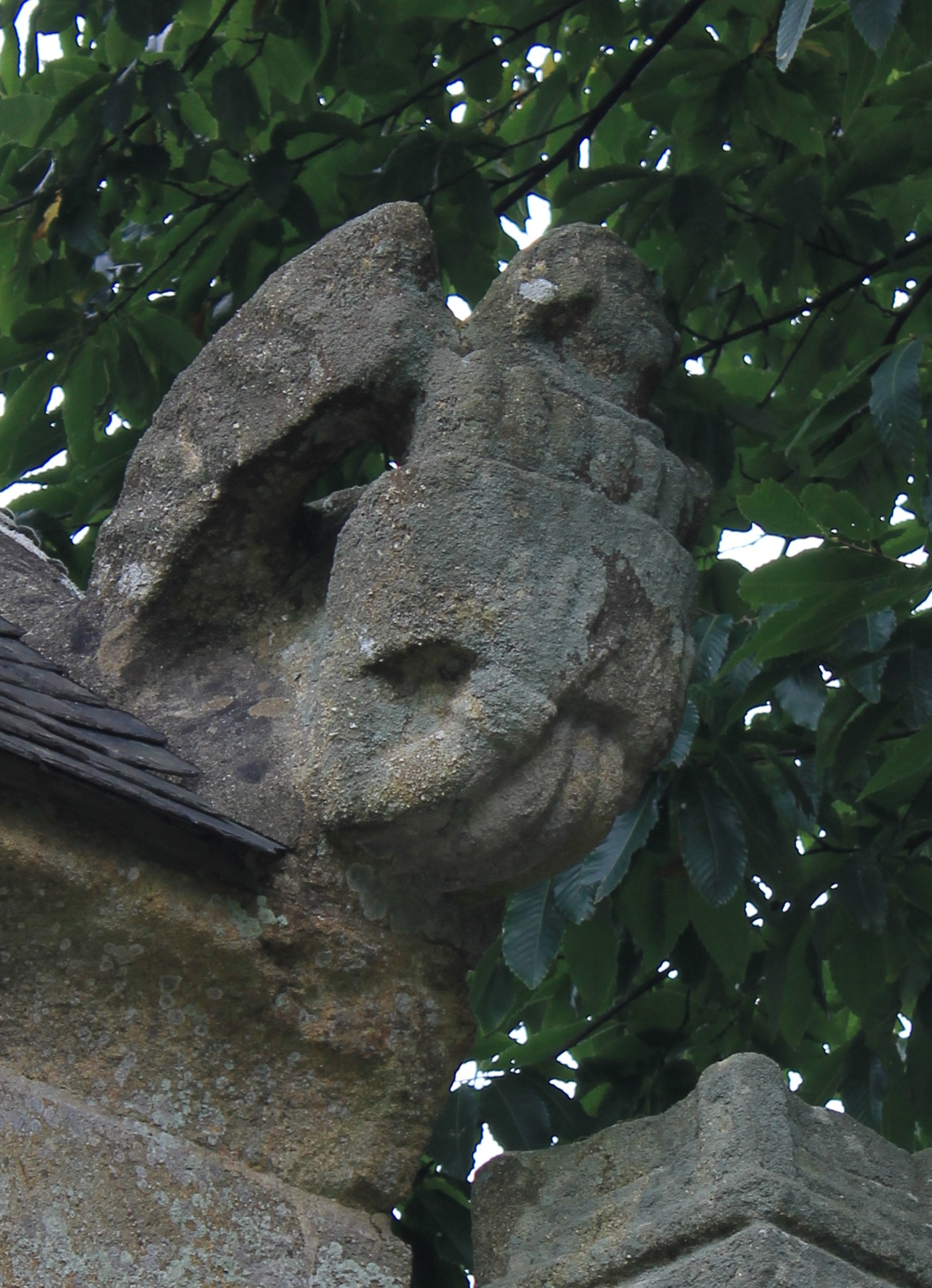
Chapelle Notre-Dame-de-Vérité : gargouille sud-est en forme d'ange.

## Historique
La chapelle fait l’objet d’une inscription au titre des monuments historiques depuis le 20 mars 1934.

## Architecture
Cette chapelle rectangulaire possède une nef et un bas-côté.